# Stazione di Lercara Bassa
La stazione di Lercara Bassa era una stazione ferroviaria posta sulla linea Palermo-Agrigento, e punto d'origine della linea a scartamento ridotto per Magazzolo.
Fu relativamente importante fino alla metà del secolo scorso per il traffico pendolare relativo all'attività delle miniere di zolfo dell'area e capolinea del servizio a scartamento ridotto per Lercara Città, Prizzi e Palazzo Adriano.

## Storia
La stazione venne costruita nell'ambito dei lavori di costruzione della prima tratta di ferrovia da Palermo a Porto Empedocle realizzata dalla Società Vittorio Emanuele nel 1870 fino a Roccapalumba e alla fine dell'anno fino a Lercara.
La stazione venne costruita nella valle del fiume Torto, ad alcuni km dal centro abitato di Lercara Friddi posto molto più in alto a 690 m di altezza.
Lo scalo venne costruito principalmente allo scopo di caricare il minerale di zolfo del bacino minerario di Lercara, il più esteso dell'area palermitana, ed inoltrarlo verso il Porto di Palermo. Nel 1912 con l'apertura della ferrovia a cremagliera per Lercara Alta, Filaga e Prizzi cambiò il suo nome in Stazione di Lercara Bassa allo scopo di distinguerla dalla nuova stazione di Lercara Città poi definita Lercara Alta.
La progressiva diminuzione della produzione e in seguito la chiusura delle miniere di zolfo ha azzerato il traffico merci relativo; la stazione mantenne un certo traffico viaggiatori pendolare proveniente da Lercara Alta e Prizzi fino alla chiusura, nel 1959 della linea a scartamento ridotto.
Venne soppressa il 10 dicembre 2017, contemporaneamente all'attivazione della variante di tracciato fra le stazioni di Roccapalumba-Alia e di Castronovo di Sicilia.

## Strutture e impianti
La stazione era posta sulla linea Palermo-Agrigento.
A partire dal 1912 in essa confluiva la linea, oggi dismessa, proveniente da Lercara Friddi e in seguito Prizzi e Magazzolo. Di conseguenza ai due binari passanti a scartamento normale si affiancarono altri tre binari a scartamento ridotto. Lo scalo merci venne ampliato ed anch'esso trasformato a doppio scartamento.
Data la sua posizione strategica venne dotata sin dall'inizio di piano caricatore per i minerali di zolfo, rifornitore di acqua e carbone per le locomotive a vapore oltre che di alloggi e binari di rimessa, di pesa per carri merce, e di sagoma limite.